# Ingeborg Falck
Ingeborg Falck (* 2. Mai 1922 in Berlin; † 7. September 2005 in Wiesbaden) war eine deutsche Ärztin, Professorin und Wissenschaftlerin mit Schwerpunkt Innere Medizin und Geriatrie in Berlin und Trägerin der Paracelsus-Medaille der deutschen Ärzteschaft.

## Leben
Ingeborg Falck wurde als Tochter des Verwaltungsjuristen und Oberpräsidenten der Provinz Sachsen Carl Falck geboren. 1940 machte sie an der Oberschule für Mädchen in Berlin-Lichterfelde ihr Abitur. Im gleichen Jahr begann sie ihr Medizinstudium an der damaligen Friedrich-Wilhelm-Universität. Sie legte 1944 das Staatsexamen ab und promovierte im März 1945 zum Dr. med. mit dem Thema „Das Collum-Karzinom in Abhängigkeit von Verhütungsmitteln“.

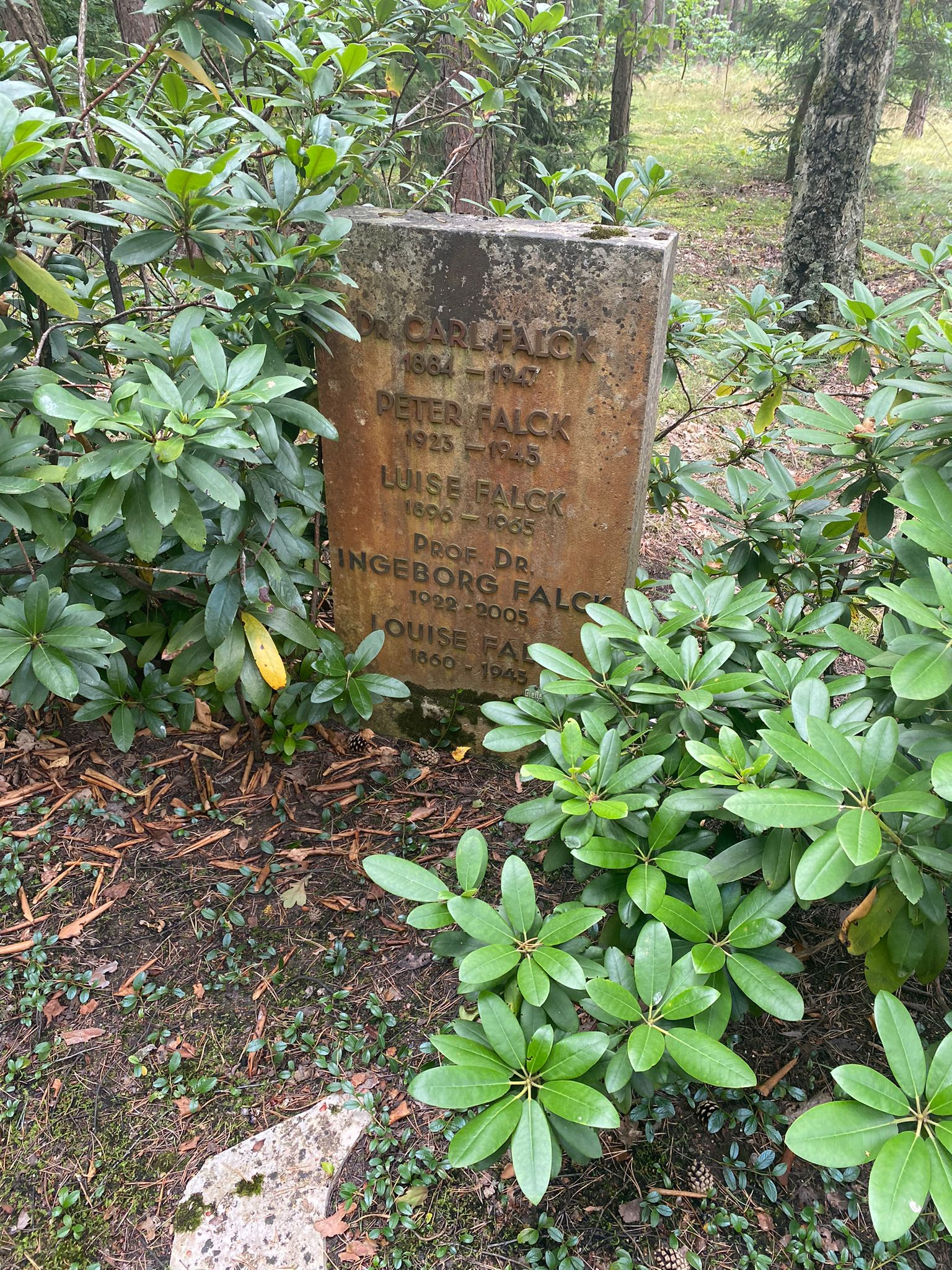
Grabstätte auf dem Südwestkirchhof Stahnsdorf

Nach der Weiterbildung erhielt sie im Mai 1951 die Facharztanerkennung für Innere Medizin. Bereits im Juni 1955 habilitierte sich Ingeborg Falck an der Humboldt-Universität für das Fach Innere Medizin. 1961 wurde sie dort zur Professorin mit Lehrauftrag ernannt und war bis Oktober 1961 dort auch klinisch tätig. Vom November 1961 bis Februar 1963 war sie Ärztin an der Medizinischen Klinik der Freien Universität Berlin. Ab Februar 1963 war Ingeborg Falck bis zu ihrer Pensionierung 1987 Chefärztin am Städtischen Bürgerhospital (später: Max-Bürger-Haus) in Berlin-Wilmersdorf. 1968 wechselte sie endgültig zur Medizinischen Fakultät der FU und wurde zur außerplanmäßigen Professorin ernannt, 1986 erhielt sie die Stelle einer C3-Professorin für Geriatrie.
Ingeborg Falck war nicht nur ärztlich tätig, sondern auch wissenschaftlich aktiv. Die klinische Geriatrie in Deutschland wurde durch sie maßgeblich geprägt. 1977 wurde sie Vizepräsidentin, von 1984 bis 1987 war sie Präsidentin der Deutschen Gesellschaft für Gerontologie. Diese Fachgesellschaft vertrat sie viele Jahre in der Arbeitsgemeinschaft der Wissenschaftlichen Medizinischen Fachgesellschaften (AWMF) als Delegierte. 1978 wurde sie Council Member der European Clinical Section of Clinical Gerontology. Von 1983 bis 1986 gehörte Ingeborg Falck der Kommission zur 4. Familienenquete des damaligen Bundesministeriums für Jugend, Familie und Gesundheit an.
Besonders interessierte sich Ingeborg Falck für das Thema „Frauen im Gesundheitswesen“. Sie führte zwanzig Jahre lang den Vorsitz des Landesverbandes Berlin des Deutschen Ärztinnenbundes, mehrere Jahre lang war sie Vizepräsidentin der Bundesorganisation.
Im Jahr 2001 verlieh ihr die Bundesärztekammer die Paracelsus-Medaille der deutschen Ärzteschaft.
Ingeborg Falck starb 2005. Ihr Grab befindet sich auf dem Südwestkirchhof Stahnsdorf.